# Parigi-Roubaix 2001
La Parigi-Roubaix 2001, novantanovesima edizione della corsa e valida come terzo evento della Coppa del mondo di ciclismo su strada 2001, venne disputata il 15 aprile 2001, per un percorso totale di 254,5 km. Fu vinta dall'olandese Servais Knaven, al traguardo con il tempo di 6h45'00" alla media di 37.704 km/h.
Presero il via da Compiègne 197 corridori, suddivisi in 25 squadre; 55 di essi portarono a termine la gara.

## Squadre e corridori partecipanti
| N.      | Cod. | Squadra                          |
| ------- | ---- | -------------------------------- |
| 1-10    | DFF  | Domo-Farm Frites                 |
| 11-20   | RAB  | Rabobank                         |
| 21-30   | LOT  | Lotto-Adecco                     |
| 31-40   | MAP  | Mapei-Quick Step                 |
| 41-50   | FAS  | Fassa Bortolo                    |
| 51-60   | COF  | Cofidis, le Crédit par Téléphone |
| 61-70   | TEL  | Team Deutsche Telekom            |
| 71-80   | SAE  | Saeco Macchine per Caffè         |
| 81-90   | LIQ  | Liquigas-Pata                    |
| 91-100  | MCY  | Mercury-Viatel                   |
| 101-110 | CST  | CSC-World Online                 |
| 111-120 | USP  | US Postal Service                |
| 121-130 | TAC  | Tacconi Sport-Vini Caldirola     |

| N.      | Cod. | Squadra             |
| ------- | ---- | ------------------- |
| 131-140 | FES  | Festina             |
| 141-150 | C.A  | Crédit Agricole     |
| 151-160 | KEL  | Kelme-Costa Blanca  |
| 161-170 | LAM  | Lampre-Daikin       |
| 171-180 | EUS  | Euskaltel-Euskadi   |
| 181-190 | COA  | Team Coast          |
| 191-200 | DEL  | Jean Delatour       |
| 201-210 | A2R  | AG2R Prévoyance     |
| 211-220 | FDJ  | Française des Jeux  |
| 221-230 | BIG  | BigMat-Auber 93     |
| 231-240 | BJR  | Bonjour             |
| 241-250 | SAI  | Saint Quentin-Oktos |

## Ordine d'arrivo (Top 10)
| Pos. | Corridore         | Squadra       | Tempo    |
| ---- | ----------------- | ------------- | -------- |
| 1    | Servais Knaven    | Domo          | 6h45'00" |
| 2    | Johan Museeuw     | Domo          | a 34"    |
| 3    | Romāns Vainšteins | Domo          | a 41"    |
| 4    | George Hincapie   | US Postal     | s.t.     |
| 5    | Wilfried Peeters  | Domo          | s.t.     |
| 6    | Ludo Dierckxsens  | Lampre-Daikin | s.t.     |
| 7    | Steffen Wesemann  | Deutsche Tel. | s.t.     |
| 8    | Andrei Tchmil     | Lotto-Adecco  | a 2'35"  |
| 9    | Chris Peers       | Cofidis       | s.t.     |
| 10   | Rolf Sørensen     | CSC-Tiscali   | a 2'59"  |